# Flytsvalting
Flytsvalting (Luronium natans) är en växtart i familjen svaltingväxter och den enda arten i släktet flytsvaltingar.

## Galleri

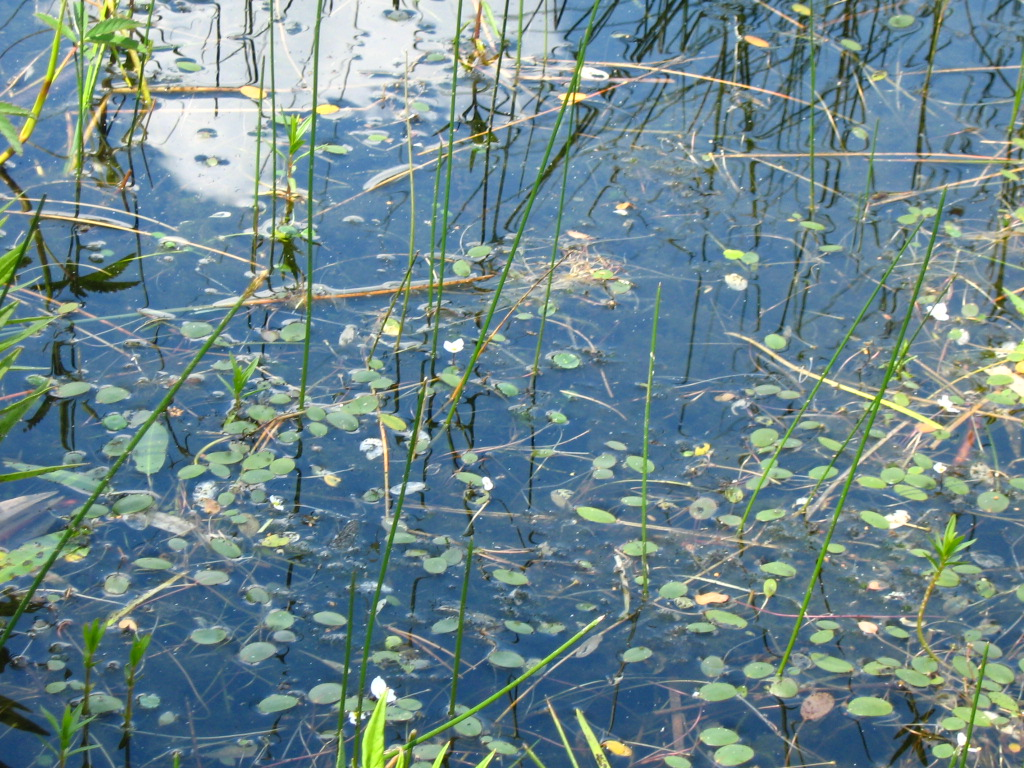
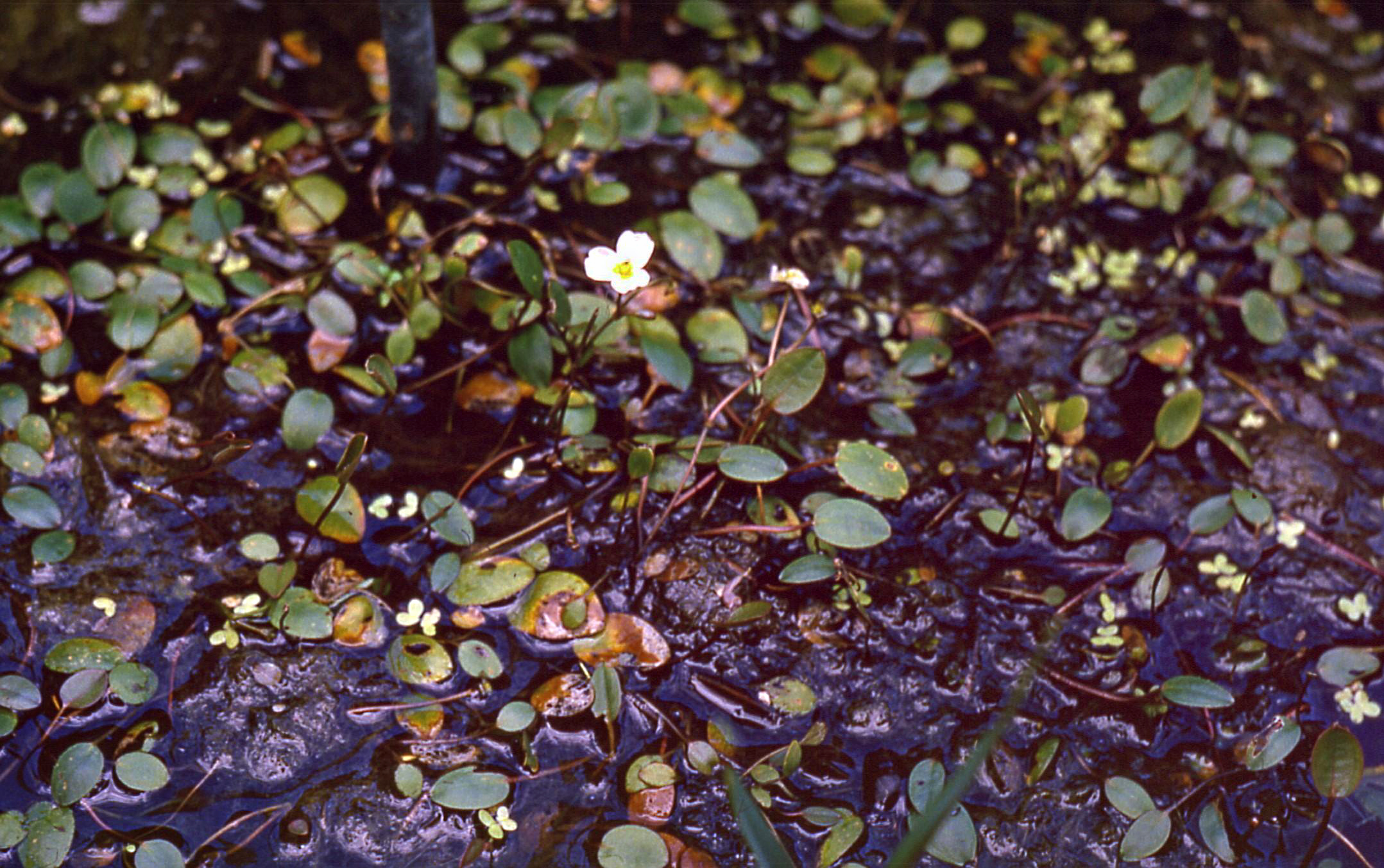
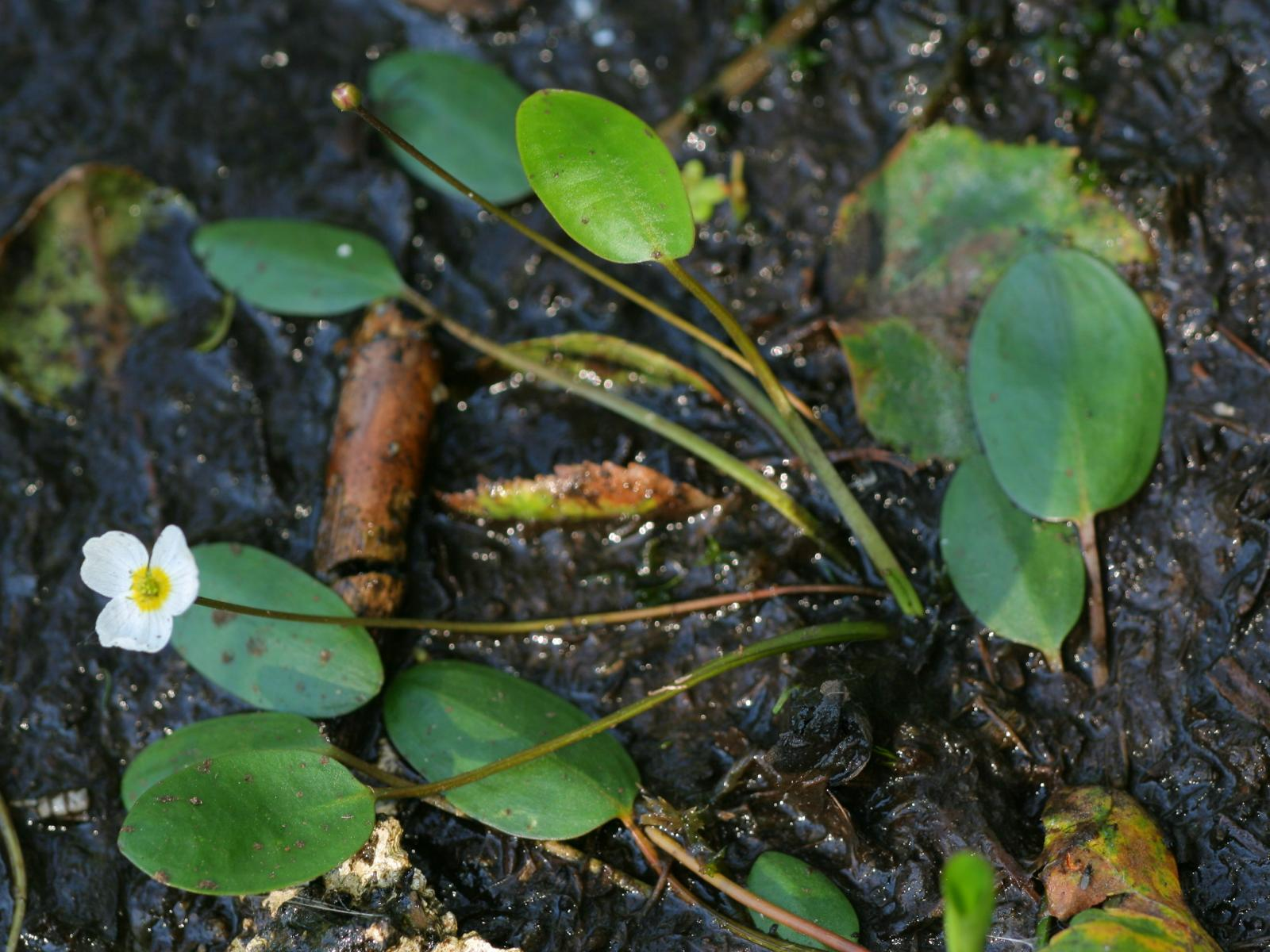
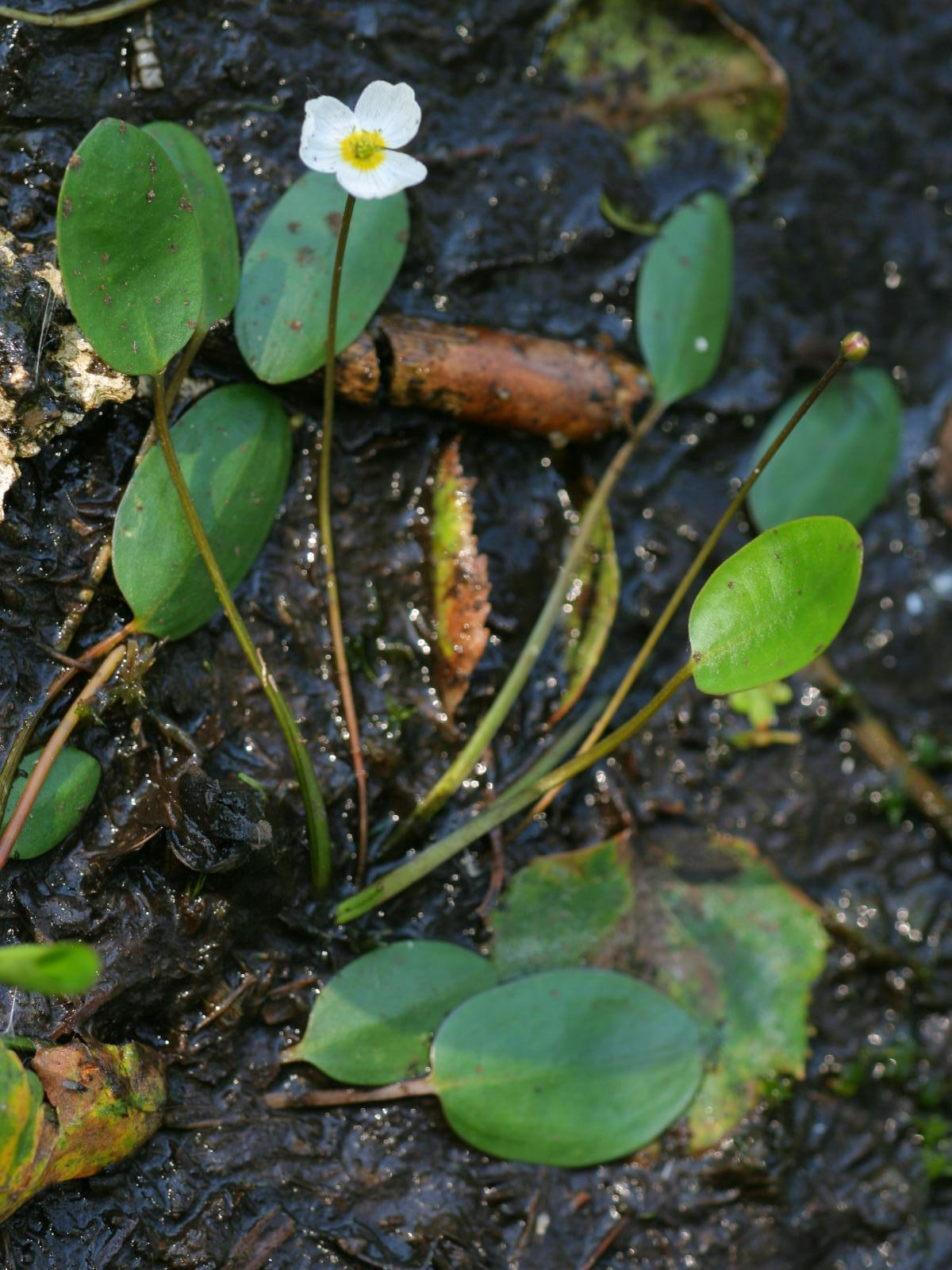
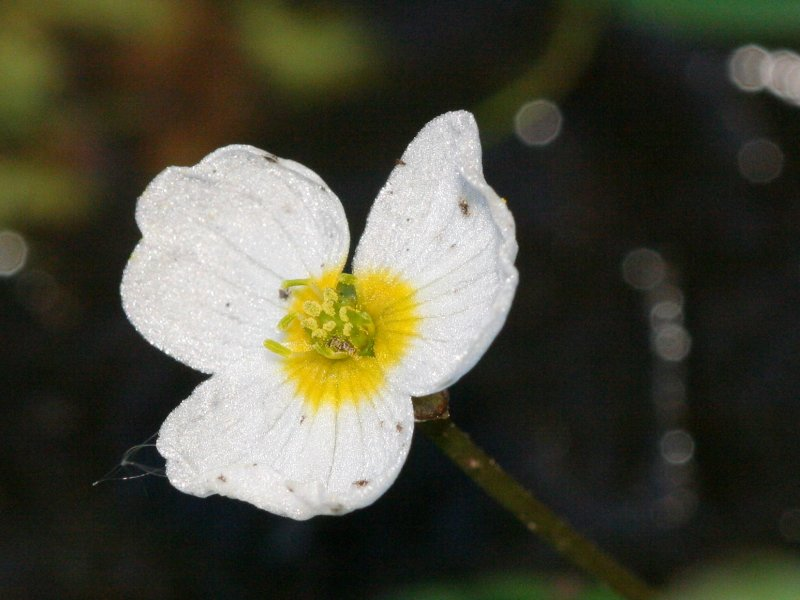
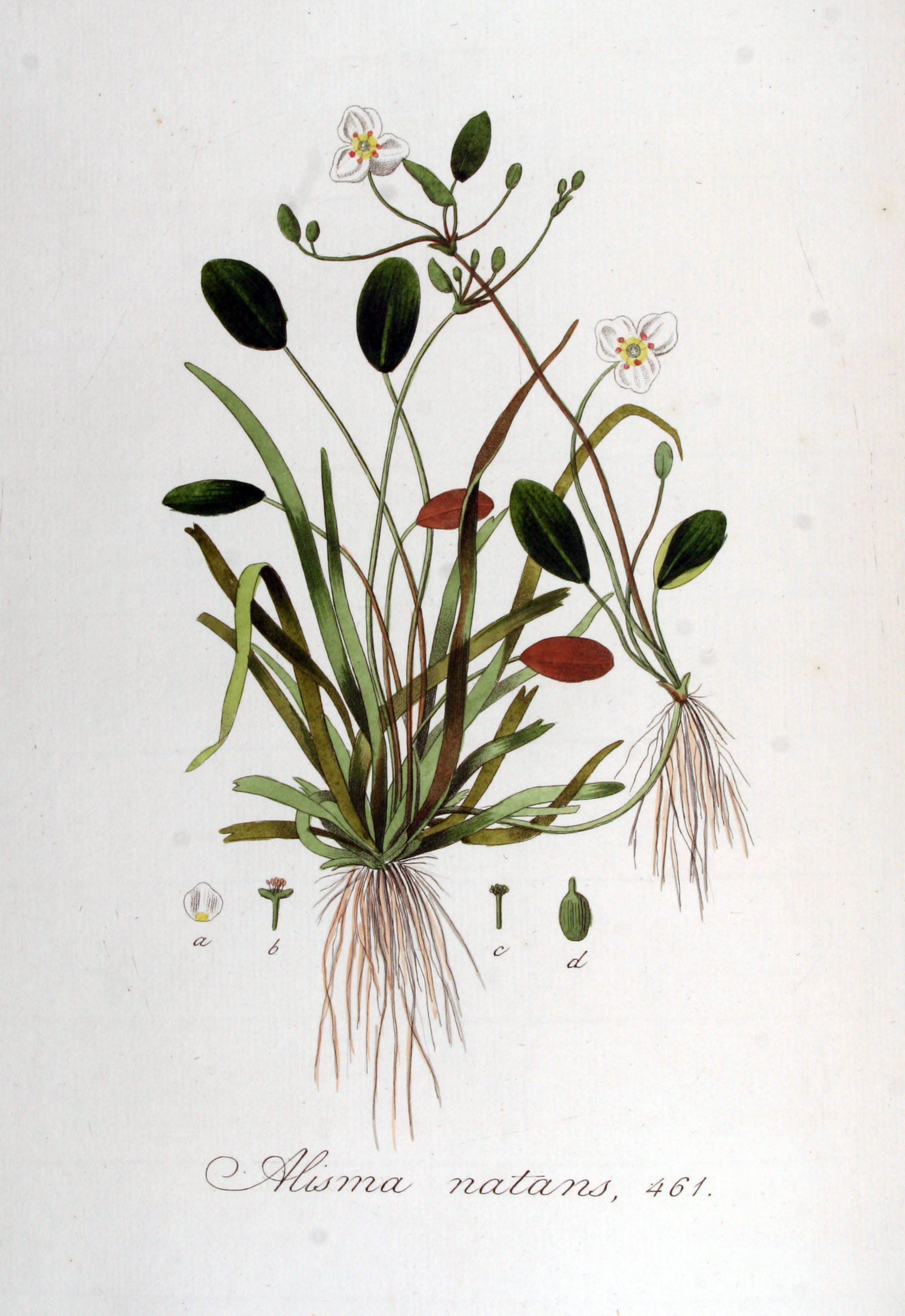
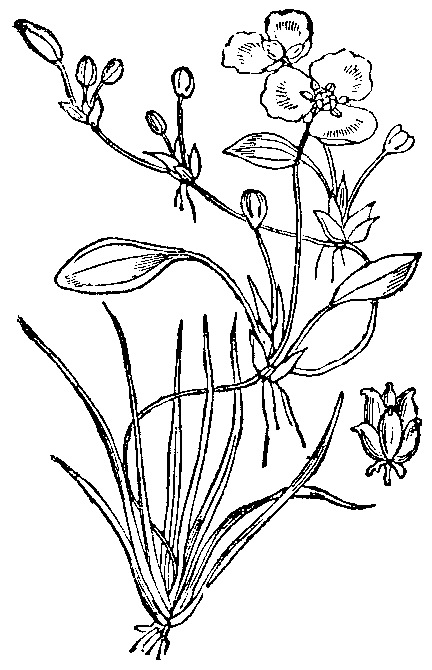